# Lepista arabica
Lepista arabica är en fjärilsart som beskrevs av Hans Rebel 1907. Lepista arabica ingår i släktet Lepista och familjen björnspinnare. Inga underarter finns listade i Catalogue of Life.